# إذخر حريري
إذخر حريري (الاسم العلمي:Cymbopogon bombycinus) هو نوع من النباتات يتبع جنس الإذخر من الفصيلة النجيلية.